# Najvišji ognjeniki po celinah
Najvišji ognjeniki po celinah (ang. Volcanic Seven Summits) so najvišji ognjeniki na vsaki od sedmih celin

## Seznam najvišjih ognjenikov po celinah
| Ojos del Salado † | 6.893 m (22.615 ft) | 3.688 m (12.100 ft) | Južna Amerika          | Andi                                   | Čile/Argentina     |
| Kilimandžaro †    | 5.895 m (19.341 ft) | 5.882 m (19.298 ft) | Afrika                 | -                                      | Tanzanija          |
| Elbrus †          | 5.642 m (18.510 ft) | 4.741 m (15.554 ft) | Evropa                 | Kavkaz                                 | Rusija             |
| Pico de Orizaba   | 5.636 m (18.491 ft) | 4.922 m (16.148 ft) | Severna Amerika        | Trans-mehiški ognjeniški pas           | Mehika             |
| Damavand          | 5.670 m (18.602 ft) | 4.667 m (15.312 ft) | Azija                  | Elburs (gorovje)                       | Iran               |
| Giluwe            | 4.368 m (14.331 ft) | 2.488 m (8.163 ft)  | Avstralija (kontinent) | Južno visokogorje (Papua Nova Gvineja) | Papua Nova Gvineja |
| Mount Sidley      | 4.285 m (14.058 ft) | 2.517 m (8.258 ft)  | Antarktika             | Executive Committee Range              | -                  |

## Seznam drugih najvišjih ognjenikov po celinah
| Monte Pissis  | 6.793 m (22.287 ft) | 2.138 m (7.014 ft)  | Južna Amerika   | Andi                         | Argentina          |
| Popocatepetl  | 5.426 m (17.802 ft) | 3.020 m (9.908 ft)  | Severna Amerika | Trans-mehiški ognjeniški pas | Mehika             |
| Mount Kenya † | 5.199 m (17.057 ft) | 3.825 m (12.549 ft) | Afrika          | -                            | Kenija             |
| Ararat        | 5.137 m (16.854 ft) | 3.611 m (11.847 ft) | Azija           | -                            | Turčija            |
| Kazbek        | 5.033 m (16.512 ft) | 2.353 m (7.720 ft)  | Evropa          | Kavkaz                       | Gruzija            |
| Mauna Kea     | 4.205 m (13.796 ft) | 4.205 m (13.796 ft) | Oceanija        | Havajski otoki               | ZDA                |
| Mount Erebus  | 3.794 m (12.448 ft) | 3.794 m (12.448 ft) | Antarktika      | Ross Island                  | -*                 |
| Mount Hagen   | 3.778 m (12.395 ft) | >900 m (3.000 ft)   | Avstralija      | MHagen                       | Papua Nova Gvineja |